# ジューニアス・モルガン

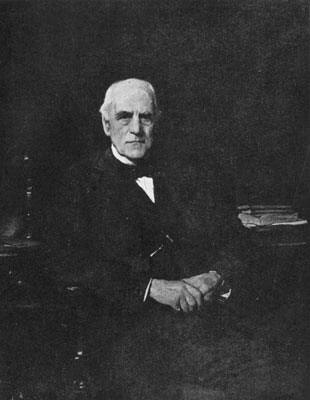
ジューニアス・スペンサー・モルガン

ジューニアス・スペンサー・モルガン（英: Junius Spencer Morgan、1813年4月14日 - 1890年4月8日）は、アメリカ合衆国の銀行家、財政家。ウェストスプリングフィールド（現在のマサチューセッツ州ホールヨーク）生まれ。主としてロンドンで事業を展開した。

## モルガン家の系譜
モルガン家のルーツはイギリスのウェールズである。モルガン家がアメリカに移民したのは1626年で、現在のマサチューセッツ州スプリングフィールドに入植した。農業は成功し、地主として徐々に資産を蓄えていった。
1817年には子孫の一人、ジョセフ・モルガンが代々相続してきた土地を売却してコネチカット州ハートフォードに転居した。数々の事業を興し、ハートフォード・アンド・ニューヘイブン鉄道（のちのニューヨーク・ニューヘイブン・アンド・ハートフォード鉄道）設立時にはそこに出資した。その息子が、ジューニアスである。ジョセフは1847年に死去した際の遺産は100万ドルを超えた。

## 略歴
1829年、ボストンのアルフレッド・ウェルズに雇われて、キャリアをスタートさせた。1836年には、父・ジョセフが織物商の共同経営権をジューニアスに買い与えた。同年、教会の牧師、ジョン・ピアポントの娘であるジュリエット・ピアポント（-1884年）と結婚。息子のジョン・モルガンが信仰に非常に熱心だったのは、こうした背景にもよる。
1836年から1853年の間、ジューニアスは綿花などの貿易に従事した。1851年、綿花取引が軌道に乗ってボストンへ移住し、James Madison Beebe (1809-1875) と組んでJ. M. Beebe, Morgan & Co. を立ち上げた。1854年、ロンドンで活動するアメリカ人銀行家、ジョージ・ピーボディのパートナーとなり、ピーボディ・モルガン・アンド・カンパニーを設立。のち、1864年にピーボディの事業を完全に譲渡され、会社名をジューニアス・スペンサー・モルガン・アンド・カンパニー（J・S・モルガン商会）と改称した。
1864年、息子ジョン・モルガンにCharles Henry Dabney (1807-1879) を紹介し、ニューヨークにダブニー・モルガン・アンド・カンパニーを設立、これをジューニアス・スペンサー・モルガン・アンド・カンパニーのニューヨーク代理店とした。
1870年、普仏戦争で劣勢に陥り、資金繰りに悩むフランス政府の資金調達を引き受けた。優勢なのはプロイセンであり、ライバル銀行はプロイセンに融資していた。そのため額面を割る額でフランス公債を売りさばこうとも買い手が少なく、ジューニアスは最大で額面の55％まで下がった公債を買い支えた。ところが1873年にはフランスは額面の満額で公債を償還したため、莫大な利益がジューニアスの元に入った。その額は150万ポンドにもなった。このことをきっかけに、ジューニアスは銀行家として躍進していく。
1890年4月3日、ジューニアスが乗っていた馬車が暴走し、ジューニアスは意識不明となったまま死去した。墓所はハートフォードのシーダーヒル墓地である。遺産は1000万ドル。

## ピーボディとの関係
現在の「モルガン」と名のつく銀行の直接の源は、ロンドンのジョージ・ピーボディ・アンド・カンパニー（ジョージ・ピーボディ商会）である。アメリカ有数の銀行家であったピーボディは独身で、血縁者を後継者にするのが当然であった当時において後継者問題に悩んでおり、「家族持ちで、外国との取引経験があり、交際上手なアメリカ人」であることを望んでいた。そこでJames Madison Beebe (1809-1875) がジューニアスを推薦した。1853年にジューニアスはピアポントらを伴って渡英し、ピーボディに面会。ピーボディは事業をジューニアスにとって好条件で禅譲することを伝えた。しかし、ジューニアスは慎重に財務内容を判断した上で、1854年10月、ピーボディのパートナーとなり、ロンドンに移住した。
1857年、恐慌が起こる。ジョージ・ピーボディ・アンド・カンパニーは危うく倒産の危機に見舞われる。南北戦争のころからピーボディは慈善事業に傾倒し、蓄えてきた莫大な財産をすごい勢いで放出した。1864年にはピーボディは事業から完全に退くが、その際、自分の名前を後世に残すとしたら肩書きは慈善事業のみ、と考えて商号等をモルガンに残すという約束を反故にする。同年、やむを得ずジューニアス・スペンサー・モルガン・アンド・カンパニーと改称した。のち、1910年にはパートナーの名前を入れ、投資銀行モルガン・グレンフェル・アンド・カンパニー（モルガン・グレンフェル銀行）となり、1989年にドイツ銀行に買収されるまで存続した。